# Baccarabeker
De Baccarabeker was een Vlaamse liedjeswedstrijd met wisselbeker die van 1981 tot 1990 werd georganiseerd in de Baccarazaal van het Casino Middelkerke. Vijf provinciale teams bestaande uit drie leden (zangers, zangeressen, groepen) onder leiding van een ervaren muzikaal kapitein streden elk jaar om de beker. Naast de ploegprijs was er een ook een prijs voor de beste soloprestatie, een pers- en een publieksprijs. Het evenement was een initiatief van Will Tura, Lily Castel en casinodirecteur Luc Rammant, die zo in de zomer volk naar het casino lokte. 
Presentatoren waren Ro Burms en in een latere periode, toen ook televisieuitzendingen gebeurden, Luc Appermont. De jury bestond uit onder meer Yvonne Lex, Mike Verdrengh, Nico Gomez, Ro Burms (latere jaren) en Daan Van den Durpel.
In 2000 werd de beker een elfde maal uitgereikt in het casino van Middelkerke, in een nieuw format, georganiseerd door René Vanhove met preselecties en een finalist per provincie. Deze wedstrijd had officieel Baccara 2000 als naam.
Een gelijknamige bokswedstrijd, de Baccara-Beker, werd in die periode ook in het casino van Middelkerke georganiseerd.

## Edities

### 1981
De eerste editie ging door van 11 tot 13 augustus 1981. De overwinning was voor het Limburgse team aangevoerd door Joe Harris. In het team streden zangeres Chrissy, schoonzus van Harris, John Terra en Beau Regard. Will Tura stuurde de Brabantse delegatie met Mary Helena, Paul Anderson en Mike Egan en eindigde tweede. West-Vlaanderen werd derde onder leiding van Johan Stollz met Ricky Travers, Franky en Tina. Oost-Vlaanderen met kapitein Lily Castel eindigde op de voorlaatste plaats met Patty Devick, Danny Sinclair en Nancy Dee. Micha Marah werd hekkensluiter als Antwerps team met Nicole Wouters, Marti en Fancy. Franky, die doorbrak als Frank Valentino, won de publieksprijs.

### 1982
De tweede editie werd gewonnen door het Limburgse team onder leiding van Luc Appermont, met als teamleden Bart Kaëll, Daniël Davis en La Dolce Vita. Oost-Vlaanderen onder leiding van Lily Castel werd tweede met onder meer Sonia Pelgrims. Bart Kaëll won dat jaar de publieksprijs, Sonia Pelgrims een solo-prijs. De persprijs was voor Mark De Coninck & René Van Wijck.

### 1983
De derde editie ging door van 9 tot 11 augustus 1983. Luc Appermont trok het Limburgse team, met Anne-Marie, Igo Van Hoof en Ann Peeters. Will Tura kwam voor Brabant uit met Tony, The Buzz en Marleen. Zij werden tweede, Tony kreeg de personality-prijs. Joe Harris, Lily Castel en Johan Stollz waren de drie andere ploegleiders. Karin Jacobs won de persprijs.

### 1984
De beker werd bestreden tussen 7 en 9 augustus. De laatste keer dat jaar werd de West-Vlaamse ploeg geleid door Johan Stollz en de Limburgse ploeg door Luc Appermont. Johan Verminnen had de rol van teamcoach voor Brabant overgenomen van Will Tura en diens hulp, zijn broer Jean-Marie, en behaalde de beker van 1984.

### 1985
De editie werd bevochten tussen 6 en 8 augustus 1985. Het was ook de eerste maal dat het concours werd uitgezonden door de BRT.
De West-Vlaamse ploeg werd vanaf dit jaar geleid door Marva en bestond uit Aline, Dan O'Neil en Caminando. Johan Verminnen leidde het Brabantse team met Flesh & Fell, Walter Verdin en Klaus Klang. John Terra selecteerde voor Limburg Ronald en Marijke, Paul Edwards en het duo Amar. Gene Summer koos voor Antwerpen Lhorinne, Herman Van den Bergh en Jo Vally. Lhorinne werd de winnaar van de persprijs. Lily Castel laat Unity, Daan Van den Durpel (broer van) en Hildegard De Buck Oost-Vlaanderen vertegenwoordigen, en haalde met dit team de jaarlijkse Baccarabeker binnen.Dan o' Neil ontving de 1ste Bap prijs van Sabam met zijn eigen song 'I love you'.

### 1986
5, 6 en 7 augustus ging de zesde editie van de competitie door. Antwerpen trad aan met Just Twice, Nadia en David Kane. Oost-Vlaanderen vaardigde Roxanne, Carol Quebec en Two Much af. Limburg, met coach John Terra, zond Kim Harvey, Célou en Mandy Neal. Phil X, Yvan Guilini en Tanya zongen voor West-Vlaanderen, geleid door Marva. Brabant werd vertegenwoordigd door Roland Van Campenhout, Curt Lawrence en Iris, in een team onder leiding van Johan Verminnen. Iris haalde de individuele eerste prijs.

### 1987
De overwinning was voor het Brabants team onder leiding van Johan Verminnen. Teamleden waren Vaya Con Dios (met Dani Klein, Dirk Schoufs en Willy Willy), Margriet Hermans en Firmin Timmermans. In het Limburgs team van John Terra zat Patrick Onzia en Sabine Kalambay.

### 1988
De West-Vlaamse ploeg van Raymond van het Groenewoud bestond uit Clouseau, Ingeborg en Phil Graveyard en behaalde op 13 augustus 1988 de overwinning. Voor Limburg kwam onder meer Ricky Fleming uit. Ook Tasha trad aan, als deel van de Antwerpse ploeg. Ingeborg won ook de Sabam-prijs en de personalityprijs.

### 1989
De Baccarabeker 1989 werd bestreden door het Brabantse team onder leiding van Lou Deprijck met Guido Belcanto, Kathleen en Boogie Boy. Johan Verminnen selecteerde voor Oost-Vlaanderen Twinkle Melody, Hans Habils en Machitún. Antwerpen werd door Ann Komac, Petra en Anne Mie Gils vertegenwoordigd onder leiding van Gene Summer. Elisa Waut koos voor West-Vlaanderen voor Tom Wolf, La Fille d'Ernest en Els De Schepper. Het Limburgse team van John Terra bestond uit Ann De Winne, Erik Goossens en Ignace en haalde de overwinning, Erik Goossens haalde ook individueel een (gedeelde) Sabam-prijs won. Kathleen behaalde ook een (gedeelde) Sabam-prijs, de Publieksprijs en de Persprijs.

### 1990
De tiende en laatste editie van de initiele Baccarabeker werd gewonnen door het Brabants team aangevoerd door Lou Deprijck. Teamleden waren B.J. Scott, Samantha Gilles en Eleonor Bernair. De West-Vlaamse ploeg werd geleid door Elisa Waut en bestond uit Mama's Jasje, Marie-Anne Coppens en Philippe Wimme. In het Limburgs team van John Terra trad Dana Winner aan.

### 2000
In 2000 werd de Baccarabeker, als Baccara 2000, nog eenmaal ingericht. De provinciale deelnemers waren elk winnaar van een preselectie en streden individueel om een hoofdprijs van een gouden beeldje van een zeemeermin en 200.000 Belgische frank. Winnaar werden het Limburgs team onder leiding van Sabien Tiels met Karen Verresen. Sofie coachte voor Antwerpen Stephanie Vloeberghs, Jo Lemaire trainde voor Vlaams-Brabant Chris Mazarese, Yasmine was de coach voor Oost-Vlaanderen van Nathalie Blondeel en Truus Druyts leidde Marino Dendoove voor West-Vlaanderen. Michael Lanzo was een van de zangers die zijn kans waagde maar niet voorbij de preselecties geraakte.